# Trachischium guentheri
Trachischium guentheri (рожевочеревий вуж-червоїд) — вид змій родини полозових (Colubridae). Мешкає в Південній Азії. Вид названий на честь німецько-британського зоолога Альберта Гюнтера.

## Опис
Довжина змії Trachischium guentheri становить 28 см, враховуючи хвіст довжиною 3,5 см. Верхня частина тіла темно-коричнева, поцяткована нетічкими світлими і темними поздовжніми смугами. Нижня частина тіла рожева. Спинні луски гладкі, формують 13 рядів. У самців по боках в анальній області є кілеподібні луски. Вентральних лусок 134—138, анальна пластинка розділена, субкаудальних лусок 34–39, вони також розділені.

## Поширення й екологія
Рожевочереві вужі-червоїди мешкають у Гімалаях, на території Індії (Дарджиллінг, Сіккім) і Тибету (Ньялам), за деякими свідченнями також в Бангладеш, Непалі та Бутані. Вони живуть у вологих гірських помірних лісах, що ростуть на кам'янистих схилах, під камінням, серед опалого листя і гнилої деревини, вкритої мохом. Ведуть наземний, напівриючий спосіб життя. Відкладають яйця. Самиці відкладають до 4 яєць у спільну кладку, яка може включати до 130 яєць.

## Збереження
МСОП класифікує цей вид як вразливий. Trachischium guentheri загрожує знищення природного середовища.